# Comuna de Bardo
Bardo (polaco: Gmina Bardo) é uma gminy (comuna) na Polónia, na voivodia de Baixa Silésia e no condado de Ząbkowicki. A sede do condado é a cidade de Bardo.
De acordo com os censos de 2004, a comuna tem 5675 habitantes, com uma densidade 77,3 hab/km².

## Área
Estende-se por uma área de 73,41 km², incluindo:
- área agrícola: 43%
- área florestal: 48%

## Demografia
Dados de 30 de Junho 2004:
|                      | Total   | Total | Mulheres | Mulheres | Homens  | Homens |
| -------------------- | ------- | ----- | -------- | -------- | ------- | ------ |
|                      | pessoas | %     | pessoas  | %        | pessoas | %      |
| População            | 5675    | 100   | 2945     | 51,9     | 2730    | 48,1   |
| Densidade (pop./km²) | 77,3    | 100   | 40,1     | 40,1     | 37,2    | 37,2   |

De acordo com dados de 2002, o rendimento médio per capita ascendia a 1280,86 zł.

## Subdivisões
- Brzeźnica, Dębowina, Dzbanów, Grochowa, Janowiec, Laskówka, Opolnica, Potworów, Przyłęk.

## Comunas vizinhas
- Kamieniec Ząbkowicki, Kłodzko, Stoszowice, Ząbkowice Śląskie, Złoty Stok